# Higashikurume
Higashikurume (東久留米市, Higashikurume-shi) est une ville de la métropole de Tokyo, au Japon.

## Géographie

### Localisation
Higashikurume se trouve dans le centre-nord de la métropole de Tokyo, sur le plateau de Musashino, à environ 24 km à l'ouest du centre de Tokyo.

### Municipalités limitrophes
| Kiyose          | Niiza         | Niiza      |
| Higashimurayama | Higashikurume | Nishitōkyō |
| Kodaira         | Kodaira       | Nishitōkyō |

### Démographie
En mars 2025, la population de Higashikurume était de 116 186 habitants, répartis sur une superficie de 12,88 km2.

## Histoire
Le village moderne de Kurume est créé le 1er avril 1889 dans le district de Kitatama de la préfecture de Kanagawa. Le district a été transféré à la préfecture de Tokyo le 1er avril 1893.
Kurume se développe avec l'ouverture de la ligne de chemin de fer Musashino (aujourd'hui ligne Seibu Ikebukuro) en 1915, qui permet une liaison avec le centre de Tokyo. En 1956, Kurume obtient le statut de bourg, puis de ville le 1er octobre 1970. A cette occasion, elle prend le nom de Higashikurume pour éviter la confusion avec la ville déjà existante de Kurume.

## Transports
La ville est desservie par la ligne Seibu Ikebukuro à la gare de Higashi-Kurume.

## Symboles municipaux
Les symboles de Higashikurume sont le ginkgo biloba, l'azalée et la pie-bleue à calotte noire.